# Antoine Borel (financier)
Pour les articles homonymes, voir Antoine Borel et Borel.
Antoine Borel, né le 29 décembre 1840 à Neuchâtel et mort le 26 mars 1915 à Lausanne est un financier et diplomate suisse.

## Biographie
Après avoir suivi des études d'ingénieur en Allemagne, il part pour San Francisco en 1861 comme gérant d'une société de commerce fondée par son frère Alfred, qui deviendra par la suite la banque privée Borel Private Bank & Trust Company. Il devient ensuite membre du conseil d'administration de plusieurs entreprises locales, dont en particulier le Cable Car.
En 1861, il est nommé vice-consul puis consul en 1885 de la Confédération suisse pour le Nevada et la Californie du Nord.